# Goeldia arnozoi
Goeldia arnozoi är en spindelart som först beskrevs av Cândido Firmino de Mello-Leitão 1924. Arten ingår i släktet Goeldia och familjen stenspindlar. Inga underarter finns listade i Catalogue of Life.